# Велф II, војвода Баварске
Велф II Баварски или Велф Дебели, такође познат и као Велф V (1072. - 24. септембар 1120) је био баварски војвода од 1101. године до своје смрти.

## Биографија
Био је син Велфа I Баварског, оснивача династије Велф, и Јудите Фландријске. Године 1089. оженио се Матилдом од Тоскане која је тада била 26 година старија од њега. Циљ овог брака било је учвршћење веза између династије Велф и папства ради заједничке борбе против немачких царева у сукобу за инвеституру. Велф и Матилда борили у се против цара Хенрика IV током његовог похода на Италију. Велф је, међутим, 1095. године променио страну и прикључио се немачком цару. Разлог за то био је вероватно тај што му је цар обећао Баварску након очеве смрти. Велф I гине 1101. године у крсташком рату. Велф II долази на власт у Баварској. Наставио је своју сарадњу са царем. До смрти се није женио нити је имао деце. Умро је 1120. године. Сахрањен је у опатији Вајнгартен. Наследио га је брат Хенри IX Баварски.

## Породично стабло
|  |                                            |  |  |  |  |  |  |  |  |  |  |  |  |  |  |  |
|  | 2. Велф IV                                 |  |  |  |  |  |  |  |  |  |  |  |  |  |  |  |
|  |                                            |  |  |  |  |  |  |  |  |  |  |  |  |  |  |  |
|  |                                            |  |  |  |  |  |  |  |  |  |  |  |  |  |  |  |
|  | 1. Велф II Баварски                        |  |  |  |  |  |  |  |  |  |  |  |  |  |  |  |
|  |                                            |  |  |  |  |  |  |  |  |  |  |  |  |  |  |  |
|  |                                            |  |  |  |  |  |  |  |  |  |  |  |  |  |  |  |
|  | 3. Јудита Фландријска, грофица Нортумбрије |  |  |  |  |  |  |  |  |  |  |  |  |  |  |  |
|  |                                            |  |  |  |  |  |  |  |  |  |  |  |  |  |  |  |
|  |                                            |  |  |  |  |  |  |  |  |  |  |  |  |  |  |  |